# Francesco De Sanctis (krytyk)

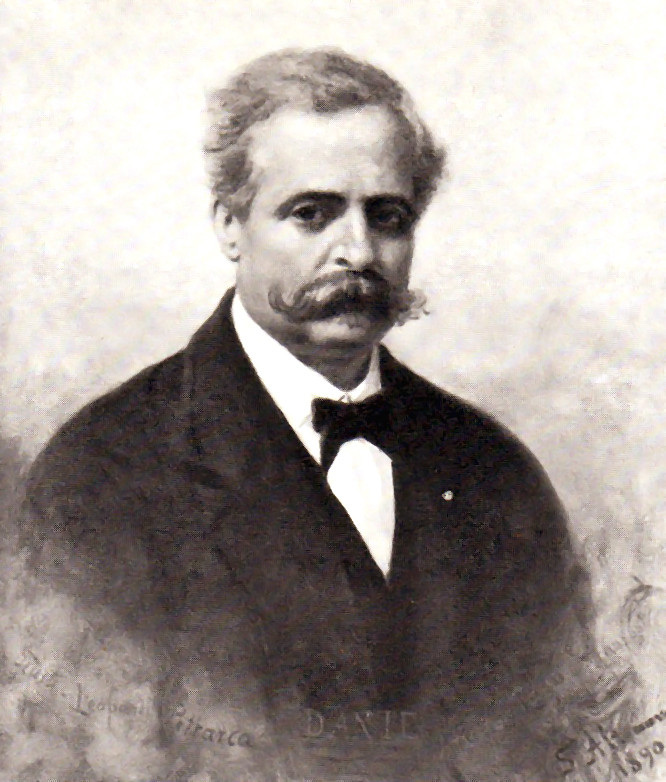
Francesco De Sanctis

Francesco De Sanctis (28 marca 1817 - 29 grudnia 1883) – włoski krytyk literacki, uznawany za jednego z najwybitniejszych teoretyków literatury włoskiej w XIX wieku.

## Życiorys
Urodził się w Morra De Sanctis w regionie Kampanii. Studiował w Neapolu. Do roku 1848 prowadził prywatna szkołę w Neapolu. W roku 1856 został profesorem na uniwersytecie w Zurychu. Powrócił do Neapolu w roku 1860, gdzie w 1871 uzyskał tytuł profesora literatury.